# 森本是一郎
森本 是一郎（もりもと ぜいちろう、1869年9月26日（明治2年8月12日） - 1964年（昭和39年）5月21日）は、日本の政治家。衆議院議員（1期）。

## 経歴

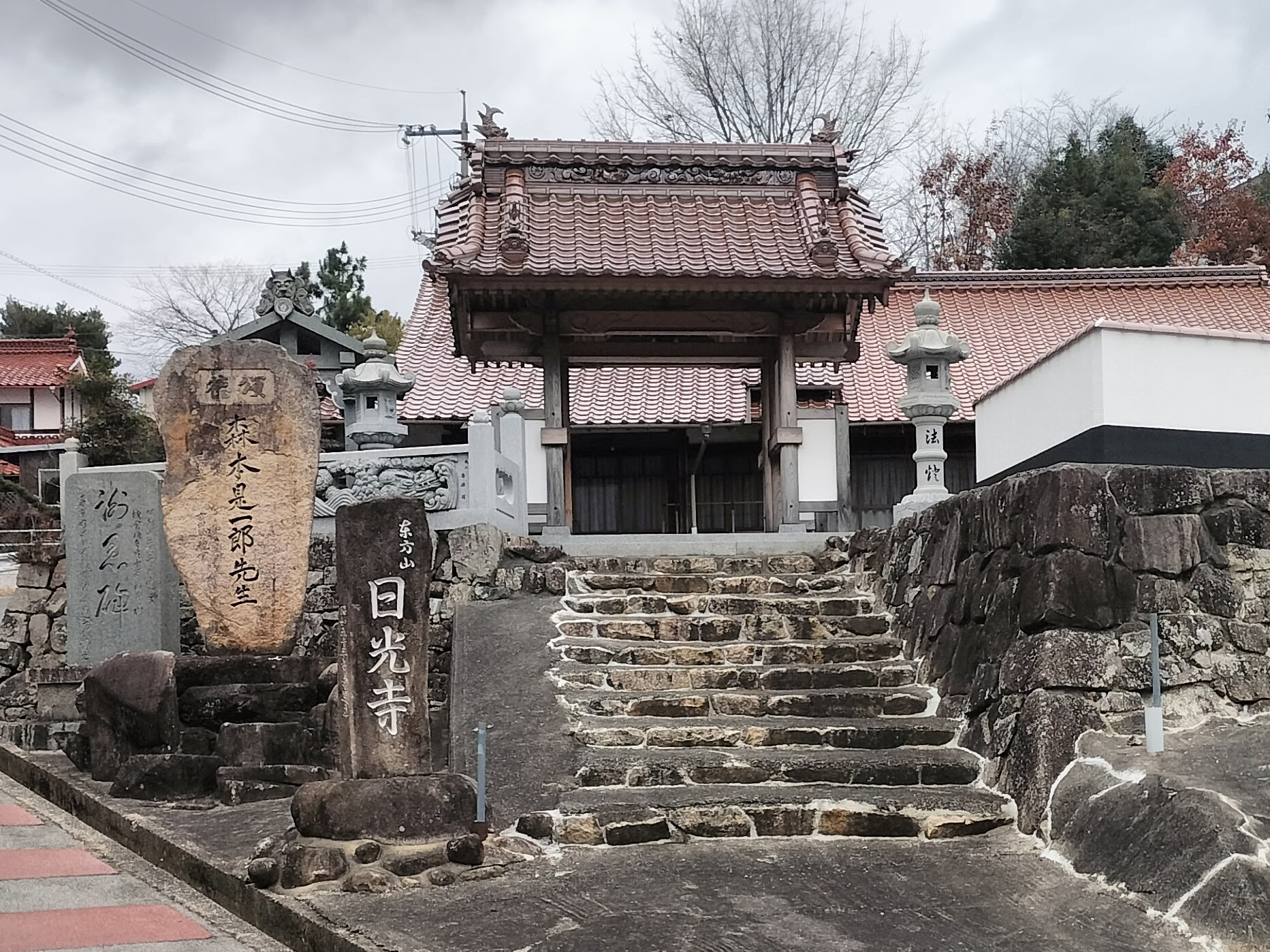
東広島市豊栄町鍛冶屋にある日光寺の寺号標と並んで「森本是一郎先生」と彫られた頌徳碑が立つ

広島県出身。1893年、広島県師範学校講習科卒。のちに法律学を学ぶ。小学校教員、御調郡書記、川源村(現・東広島市)会議員、豊田郡会議員、広島県会議員となる。また、1907年、川源村に私立実業女学校を開設し、公主兼校長となる。
1917年の第13回衆議院議員総選挙において広島県郡部から無所属で立候補して当選する。衆議院議員を1期務め、1920年の第14回衆議院議員総選挙には立候補しなかった。1964年に死去した。

## 親族
- 養子 - 森本亨（旧姓・榎並、広島相互銀行会長、広島商工会議所会頭[5]）
- 孫 - 森本弘道 (亨の二男、もみじホールディングス会長[5]）